# جوليان غاريت
جوليان غاريت (بالإنجليزية: Julian Garrett)‏ هو سياسي أمريكي، ولد في 7 نوفمبر 1940 في الولايات المتحدة. حزبياً، نشط في Republican Party of Iowa ‏ والحزب الجمهوري. انتخب عضو مجلس نواب ولاية ايوا.